# Bill Russell
William Felton „Bill“ Russell (* 12. Februar 1934 in Monroe, Louisiana; † 31. Juli 2022 in Mercer Island, Washington) war ein US-amerikanischer Basketballspieler. Während seiner gesamten Profilaufbahn von 1956 bis 1969 spielte er für die Boston Celtics in der National Basketball Association (NBA) und gewann in dieser Zeit elf Meisterschaften. Damit hält er bis heute den Rekord für die meisten Meistertitel eines NBA-Spielers. Zudem wurde er in seiner Karriere unter anderem fünfmal zum wertvollsten Spieler der Liga sowie zwölfmal ins NBA All-Star-Game gewählt. 1975 wurde Russell in die Naismith Memorial Basketball Hall of Fame aufgenommen.

## Jugend, College und Olympia
Russell wurde in Monroe, Louisiana, geboren. Seine Familie verließ aber den Süden aufgrund rassistischer Anfeindungen, als Russell acht Jahre alt war. So wuchs er im kalifornischen Oakland auf.
Er besuchte von 1952 bis 1956 die University of San Francisco (USF). Zusammen mit seinem Teamkollegen K. C. Jones, mit dem er auch später bei den Celtics zusammenspielte, führte Russell das Basketballteam der Universität zu 56 Siegen in Folge.

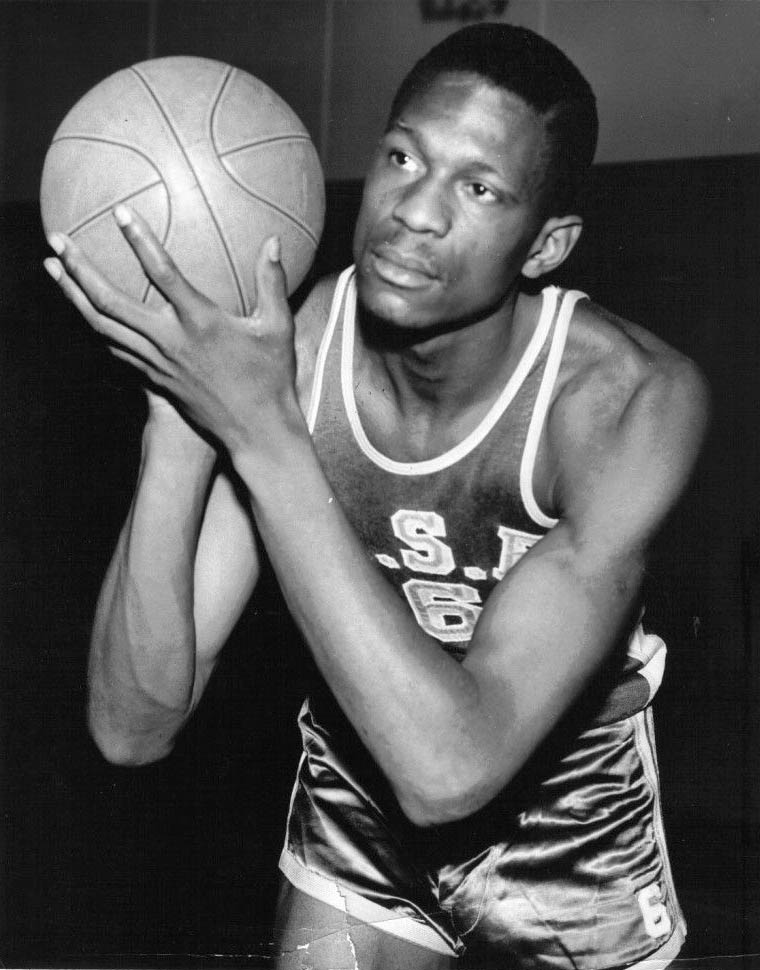
Russell während seiner College-Zeit

Diese herausragende Leistung wurde mit zwei NCAA Division I Basketball Championships 1955 und 1956 gekrönt. Russell wurde 1955 zum Most Outstanding Player des NCAA-Meisterschaftsturniers gewählt. Während seiner Zeit an der USF erzielte er im Schnitt 20,7 Punkte und 20,3 Rebounds pro Spiel. Bei den Olympischen Spielen 1956 war er Kapitän des US-Teams, das Gold für die USA gewann.
Bill Russell war auch ein sehr guter Leichtathlet. 1956 belegte er den elften Platz der Weltjahresbestenliste im Hochsprung mit einer erzielten Höhe von 2,06 Meter.

## Spielerkarriere in der NBA

### 1956–1959
Nach seiner College-Karriere wechselte Bill Russell 1956 in die NBA. Eigentlich war er als zweiter Pick von den St. Louis Hawks gedraftet worden. Trainer Red Auerbach gelang es jedoch, ihn im Tausch für Ed Macauley, einen sechsmaligen All-Star und Cliff Hagan, einen aus damaliger Sicht zukünftigen Hall of Famer und mehrfachen All-Star, nach Boston zu holen. Der Tausch hat sich für die Celtics schon nach einer Saison gelohnt, denn seine erste Meisterschaft mit den Celtics gewann Russell bereits als Rookie. Boston gewann die NBA-Finals gegen die St. Louis Hawks, die sie nach sieben Spielen bezwangen.
In seinen ersten drei Spielzeiten in der NBA war Russell jeweils der beste Rebounder der Liga. So erzielte er in seiner Debütsaison im Durchschnitt 19,6 Rebounds pro Spiel. In seiner zweiten Saison (1957/58) erzielte er 22,7 Rebounds und 16,6 Punkte pro Spiel. Damit war Russell der erste Spieler der Ligageschichte, der in einer Spielzeit mehr als 20 Rebounds pro Spiel holte. Dieses Kunststück gelang ihm auch in den neun folgenden Spielzeiten. In der Saison 1957/58 wurde Russell zudem erstmals zum wertvollsten Spieler der Saison (MVP) gewählt. Er erreichte 1958 mit den Celtics erneut die NBA-Finals, verlor diese aber zum ersten und einzigen Mal, und zwar gegen die Hawks, die sich damit für die Finals-Niederlage vom Vorjahr revanchieren konnten.
In der Saison 1958/59 stellte er mit erzielten 23 Rebounds pro Spiel erneut einen neuen Ligarekord auf. In dieser Saison wurde er auch erstmals in das All-NBA First Team gewählt. In den Playoffs 1959 holte Russell im Durchschnitt überragende 27,7 Rebounds pro Spiel. In den Finals, die die Celtics mit 4:0 Siegen gegen die Los Angeles Lakers für sich entschieden, erzielte er mit durchschnittlich 29,5 Rebounds pro Spiel einen neuen Finals-Rekord.

### 1959–1966
Der Titel 1959 markierte den Beginn einer bis dato im nordamerikanischen Profimannschaftssport einmaligen Rekordserie. Zwischen 1959 und 1966 gewannen Russells Celtics acht Mal hintereinander die Meisterschaft, eine bis heute unerreichte Leistung. Die gesamten 1960er werden heute für gewöhnlich die Celtics-Dynastie genannt. Die zentrale Bedeutung, die Russell in dieser Dynastie hatte, zeigt sich unter anderem daran, dass er zwischen 1961 und 1963 drei Mal in Folge zum wertvollsten Spieler der Liga gewählt wurde. Diese Auszeichnungen erhielt er, obwohl sein großer Rivale auf der Center-Position, Wilt Chamberlain, jeweils deutlich bessere Werte in allen wichtigen Statistiken aufweisen konnte. So wurde Russell beispielsweise 1962 zum MVP gewählt, obwohl er nur 18,9 Punkte im Schnitt erzielte, während Chamberlain in derselben Saison die Rekordmarke von 50,4 Punkten im Schnitt erreichte. Russell war aber derjenige von beiden, der für den Erfolg seines Teams der wichtigere Spieler war. So sagte Don Nelson über die Bedeutung Bill Russells für die Celtics im Boston Herald: „There are two types of superstars. One makes himself look good at the expense of the other guys on the floor. But there’s another type who makes the players around him look better than they are, and that’s the type Russell was“.
Die Spielzeit 1959/60 war für Russell mit erzielten 18,2 Punkten und 24 Rebounds seine, von den Statistiken her gesehen, bis dato beste. 1960 traf er mit seinem Team nicht nur in der regulären Saison, sondern auch in den Playoffs erstmals auf seinen großen Dauerrivalen auf der Center-Position, auf Wilt Chamberlain und seine Philadelphia Warriors. Obwohl Chamberlain in den sechs Spielen 81 Punkte mehr erzielte als Russell, gewannen die Celtics die Serie mit 4:2 Siegen. Die Finals gewannen die Celtics gegen die Hawks mit 4:3 Siegen, wobei Russell im entscheidenden siebten Spiel 22 Punkte und 35 Rebounds zum Sieg beisteuerte.
In der Saison 1963/64 holte Russell mit 24,7 Rebounds pro Spiel zum vierten Mal die meisten Rebounds aller NBA-Spieler. Dieser Erfolg gelang ihm damit zum ersten Mal, seitdem Wilt Chamberlain in der NBA spielte. In der Saison 1964/65 gelang es Russell zum letzten Mal, mit erzielten 24,1 Rebounds pro Spiel, bester Rebounder der Liga zu werden. In derselben Saison wurde er zudem zum fünften und letzten Mal zum MVP gewählt.

### 1966–1969

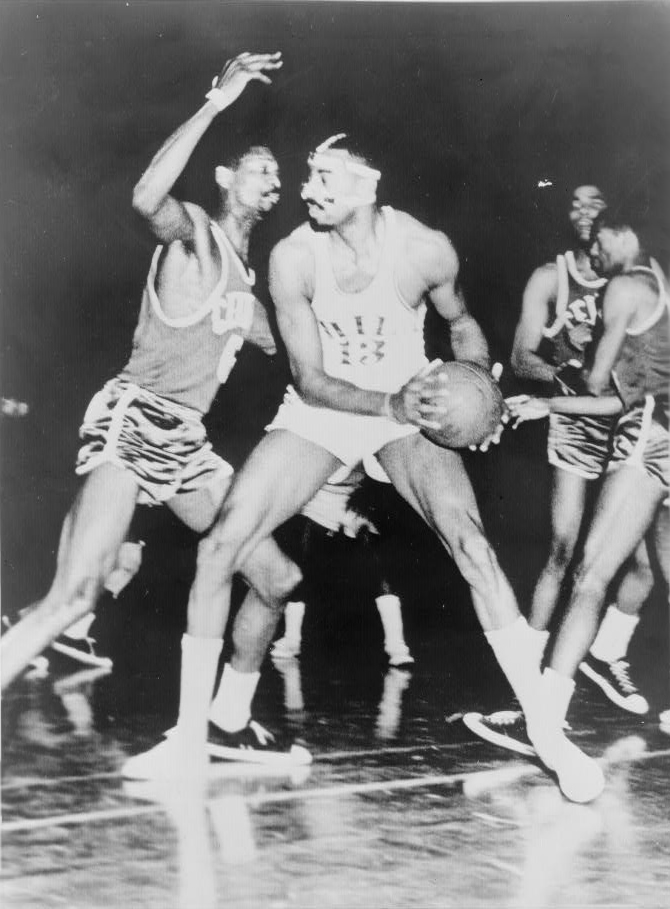
Russell im Duell mit Wilt Chamberlain (1966)

Nach dem Gewinn der achten Meisterschaft in Folge trat Red Auerbach 1966 als Coach zurück und Russell wurde Spielertrainer der Celtics. Er war damit der erste afroamerikanische Cheftrainer eines NBA-Teams. Die erste Saison in seiner neuen Rolle verlief für die siegesgewohnten Celtics relativ enttäuschend. Die Saison 1966/67 war die erste und einzige, in der Russell mit den Celtics nicht die NBA-Finals erreichte. Er unterlag mit seinem Team gegen die Philadelphia 76ers in den Conference-Finals. In der folgenden Saison konnten sich die Celtics bei den 76ers, nach einer Serie, die über sieben Spiele ging, revanchieren. Im Anschluss gewannen sie die Finals gegen die Los Angeles Lakers. Russell wurde in diesem Jahr von der Zeitschrift Sports Illustrated zum Sportler des Jahres gewählt.
Auch in seiner letzten Saison (1968/69) erreichte Russell mit seinem Team die NBA-Finals. Diese Leistung ist deshalb bemerkenswert, weil die alternden Celtics eine sehr schwache reguläre Saison gezeigt hatten und nur mit Mühe überhaupt die Playoffs erreichten. Die Celtics gewannen den Titel nach einer Serie von sieben hart umkämpften Spielen gegen die Los Angeles Lakers, die sich zuvor mit Wilt Chamberlain verstärkt hatten. Nach dem Gewinn seiner elften Meisterschaft 1969 beendete Russell seine Karriere als Spieler.

## Trainerkarriere
Von 1973 bis 1977 war Russell Trainer und General Manager der Seattle SuperSonics. In der Saison 1987/88 war er Cheftrainer der Sacramento Kings.

## Antirassistischer Aktivismus
Bill Russell war eine Ikone der Bürgerrechtsbewegung. Vor der Saison 1961–62 sollte Russells Mannschaft ein Testspiel in Lexington (Kentucky) bestreiten, als Russell und seine schwarzen Teamkollegen in einem örtlichen Restaurant nicht bedient wurden. Sie weigerten sich an dem Spiel teilzunehmen und flogen nach Hause. 1963 organisierte er im Bundesstaat Mississippi das erste Basketball-Camp, in dem schwarze und weiße Spieler zusammenkamen – inmitten schwerer gesellschaftlicher Unruhen infolge der Ermordung des Bürgerrechtlers Medgar Evars.
Er war in der Black-Power-Bewegung aktiv und gehörte zu den schwarzen Sportlern und den führenden Politikern, die 1967 in Cleveland zusammenkamen, um Muhammad Ali und seine Entscheidung, die Einberufung zu verweigern, zu unterstützen. Er wurde oft Felton X genannt, vermutlich in der Tradition der Nation of Islam, die den Namen eines europäischen Sklaven durch ein X ersetzte, und erwarb Land in Liberia.

## Würdigung seiner Leistung

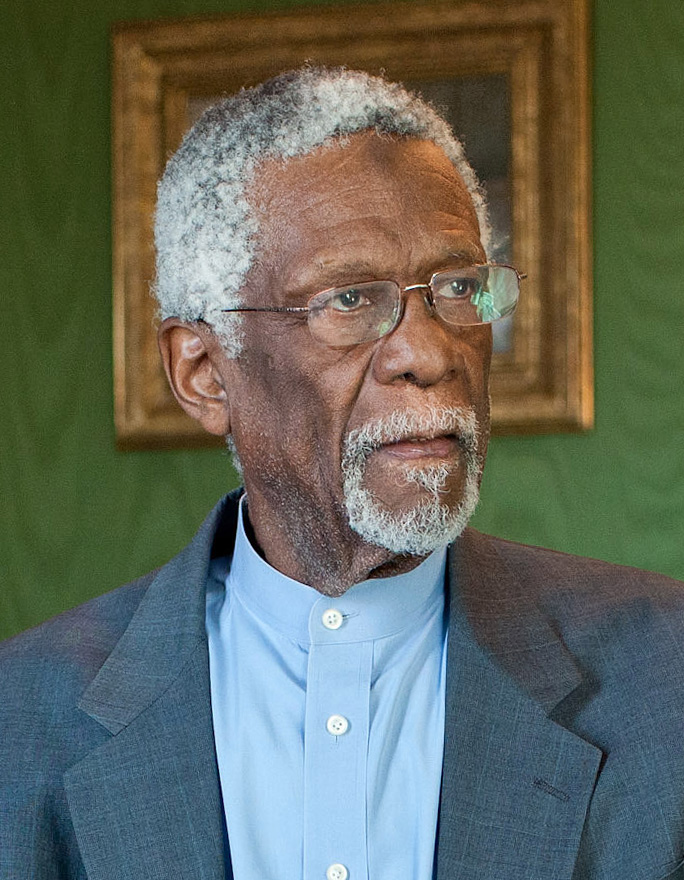
Bill Russell (2011)

Bis heute gilt Russell als einer der besten Spieler, und vor allem als einer der besten Verteidiger, der NBA-Geschichte. Russells Qualitäten als Verteidiger setzten neue Maßstäbe in der Liga. Er war der erste Spieler der NBA, der ein Spiel aus der Defensive heraus dominieren konnte. Weitere Eigenschaften, die Russells besondere Bedeutung für die Celtics herausheben, sind sein Siegeswille und sein Clutch-play (Abrufen von Höchstleistung in entscheidenden Momenten). Diese zwei Eigenschaften waren mitentscheidend für den Erfolg der Celtics. So sagte sein ehemaliger Teamkollege Bob Cousy über ihn: “His will to win made the difference” (deutsch: „Sein Siegeswille machte den Unterschied“).
Russell stand mit den Celtics zehn Mal in einem entscheidenden siebten und ein Mal in einem entscheidenden fünften Playoff-Spiel und gewann mit den Celtics alle elf Spiele. In diesen entscheidenden Spielen zeigte er fast immer eine besonders starke Leistung. So holte er in den entscheidenden Spielen im Schnitt 18 Punkte und 29,45 Rebounds. Dieser Schnitt ist besser als sein Playoff-Karriere-Schnitt von 16,2 Punkten und 24,9 Rebounds pro Spiel.
Russell wurde während seiner Karriere als NBA-Spieler fünf Mal zum MVP gewählt (1958, 1961–1963, 1965). Außerdem wurde er drei Mal in das All-NBA First Team (1959, 1963 und 1965) und 1969 in das erste NBA All-Defensive Team der Ligageschichte berufen. Zudem wurde der Center zwölf Mal für das NBA All-Star Game nominiert. Seine Karriere-Durchschnittswerte für die reguläre Saison liegen bei 15,1 Punkten, 22,5 Rebounds und 4,3 Assists pro Spiel. Russell hat somit, nach Wilt Chamberlain, den zweithöchsten Karriere-Reboundschnitt aller NBA-Spieler.
Russell und Chamberlain sind bis heute die einzigen Spieler, die mehr als 20.000 Rebounds in ihrer Karriere holten. Russell holte insgesamt fünf Mal die meisten Rebounds pro Spiel in einer Saison (1957–1959, 1964, 1965). Vier Mal erreichte er absolut gerechnet die meisten Rebounds (1957, 1959, 1964, 1965) in einer Saison. Außerdem holte er in zwölf aufeinanderfolgenden Saisons jeweils mindestens 1.000 Rebounds. Darüber hinaus holte Russell sowohl die meisten Rebounds aller NBA-Spieler in den Playoffs (4.104), als auch die meisten Playoff-Rebounds im Durchschnitt pro Spiel (24,9). Des Weiteren hat Russell die zweitmeisten Rebounds in einem Spiel (51) und die meisten Rebounds in einer Halbzeit erzielt (32).
Am 28. Mai 1975 berief man Russell in die Naismith Memorial Basketball Hall of Fame. Fünf Jahre später wählten ihn Journalisten zum besten Spieler aller Zeiten. Im Jahr 1996 wurde er von der NBA, anlässlich des 50. Geburtstags der Liga, zu einem der 50 besten NBA-Spieler aller Zeiten gewählt. Am 14. Februar 2009, während des All Star Weekends, kündigte NBA-Commissioner David Stern an, dass der NBA Finals MVP Award zukünftig nach Bill Russell benannt ist. Am 12. September 2007 wurde Russell auch in die FIBA Hall of Fame aufgenommen. 2011 wurde ihm mit der Presidential Medal of Freedom die höchste zivile Auszeichnung der USA für seine Leistungen auf dem Spielfeld und in der Bürgerrechtsbewegung verliehen.
Am 16. Mai 2021 wurde bekanntgegeben, dass Russell als Trainer in die Naismith Memorial Basketball Hall of Fame aufgenommen wird. Mitte August 2022 gab die NBA und die Spielergewerkschaft NBPA bekannt, dass ab der Saison 2022/23 Russells Trikotnummer 6 ligaweit nicht mehr an einen Spieler neu vergeben wird. Russell ist bisher der einzige Spieler in der NBA-Geschichte, dem diese Ehre zuteilwurde.

## Auszeichnungen und Erfolge
- 11 × NBA-Champion: 1957, 1959–1966, 1968, 1969
- 5 × NBA Most Valuable Player Award (MVP): 1958, 1961–1963, 1965
- 12 × NBA All-Star: 1958–1969
- 3 × All-NBA First Team: 1959, 1963, 1965
  - 8 × All-NBA Second Team: 1958, 1960–1962, 1964, 1966–1968
- 1 × All-Defensive First Team: 1969